# Stężyca (gmina w województwie pomorskim)
Stężyca (kaszb. Gmina Stãżëca) – gmina wiejska w województwie pomorskim, w powiecie kartuskim. W latach 1975–1998 gmina położona była w województwie gdańskim.
Siedziba gminy to Stężyca.
Według danych z 30 czerwca 2022 gminę zamieszkiwało 11 112 osób.
Gmina jest gminą dwujęzyczną – według danych pochodzących ze spisu powszechnego przeprowadzonego w 2002, 43,2% ludności gminy posługuje się językiem kaszubskim.

## Struktura powierzchni
Według danych z roku 2005 gmina Stężyca ma obszar 160,3 km², w tym:
- użytki rolne: 53%
- użytki leśne: 30%

Gmina stanowi 14,31% powierzchni powiatu.

## Demografia
Dane z 30 czerwca 2004:
| Opis                              | Ogółem | Ogółem | Kobiety | Kobiety | Mężczyźni | Mężczyźni |
| --------------------------------- | ------ | ------ | ------- | ------- | --------- | --------- |
| Jednostka                         | osób   | %      | osób    | %       | osób      | %         |
| Populacja                         | 8537   | 100    | 4198    | 49,2    | 4339      | 50,8      |
| Gęstość zaludnienia [mieszk./km²] | 53,3   | 53,3   | 26,2    | 26,2    | 27,1      | 27,1      |

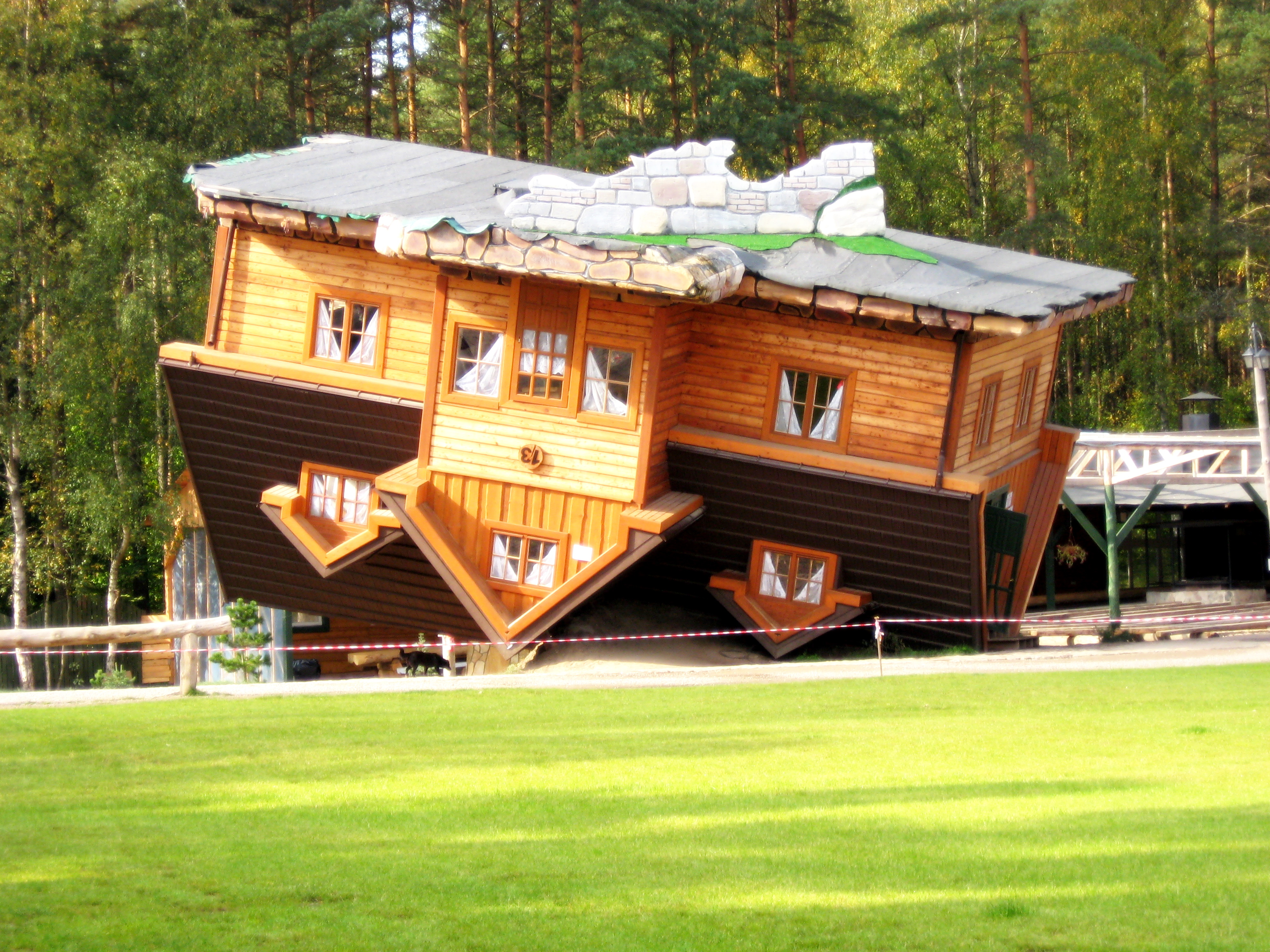
Centrum Edukacji i Promocji Regionu w gminie Stężyca

- Piramida wieku mieszkańców gminy Stężyca w 2014[4]:

## Sołectwa
W skład gminy wchodzi 18 sołectw: Borucino, Gapowo, Gołubie, Kamienica Szlachecka, Klukowa Huta, Łączyno, Łosienice, Niesiołowice, Nowa Wieś, Nowe Czaple, Pierszczewo, Potuły, Sikorzyno, Stężyca, Stężycka Huta, Szymbark, Zgorzałe, Żuromino

## Pozostałe miejscowości niesołeckie
Betlejem, Bolwerk, Chróstowo, Czapielski Młyn, Czysta Woda, Danachowo, Dębniak, Delowo, Drozdowo, Dubowo, Dąbrowa, Kamienny Dół, Kolano, Krzeszna, Kucborowo, Łączyński Młyn, Malbork, Mestwin, Niebo, Nowa Sikorska Huta, Nowy Ostrów, Ostrowo, Pażęce, Piekło, Pierszczewko, Przyrowie, Pustka, Pypkowo, Rzepiska, Smokowo, Stara Sikorska Huta, Stare Czaple, Stare Łosienice, Szczukowo, Śnice, Teklowo, Uniradze, Wieżyca, Wygoda Łączyńska, Zdrębowo
Dawne miejscowości:
- Mała Krzeszna

## Ochrona przyrody

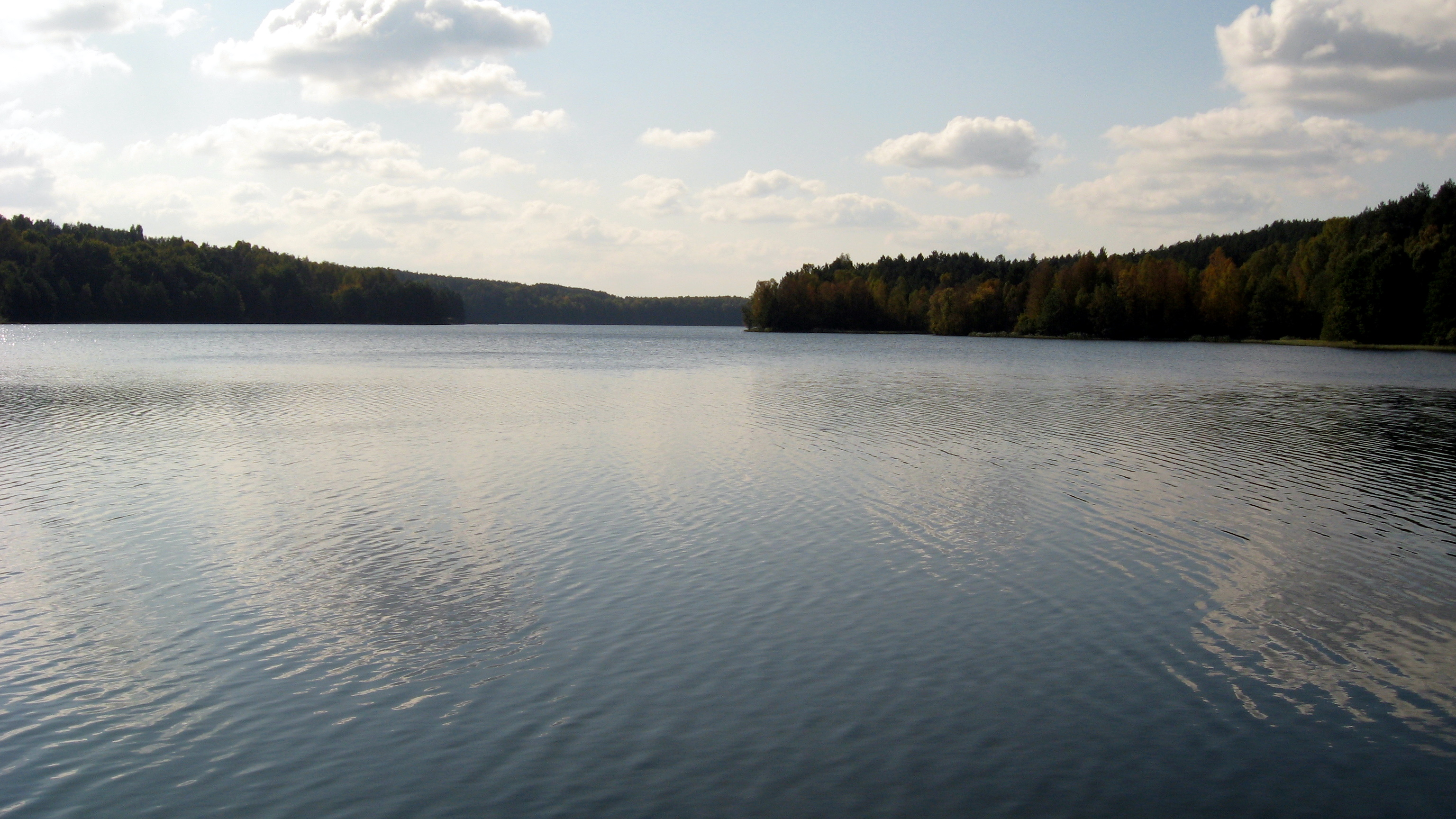
Jezioro Dąbrowskie w gminie Stężyca

- Gołubieński Ogród Botaniczny
- Kaszubski Park Krajobrazowy
- Rezerwat przyrody Ostrzycki Las
- Rezerwat przyrody Szczyt Wieżyca

## Sąsiednie gminy
Chmielno, Kartuzy, Kościerzyna, Sierakowice, Somonino, Sulęczyno